# Języki gallo-ibero-romańskie
Języki gallo-ibero-romańskie (gallo-iberyjskie) – kategoria w hierarchii języków romańskich, obejmująca podgrupy języków galloromańskich oraz iberoromańskich.

## Klasyfikacja wewnętrzna

### Klasyfikacja Merritta Ruhlena
Języki romańskie
- Języki romańskie kontynentalne
  - Języki zachodnioromańskie
    - Języki italoromańskie
    - Języki retoromańskie
    - Języki gallo-ibero-romańskie
      - Języki iberoromańskie
      - Języki galloromańskie

### Klasyfikacja Ethnologue
Języki romańskie
- Języki italo-zachodnie
  - Języki zachodnioromańskie
    - Języki pirenejsko-mozarabskie
    - Języki gallo-iberyjskie
      - Języki iberoromańskie
      - Języki galloromańskie